# Copa dos Campeões 2002
La Copa dos Campeões 2002 (in italiano Coppa dei Campioni 2002) è stata la terza e ultima edizione della Copa dos Campeões.
È stata vinta dal Paysandu, che ha battuto in finale dopo i tiri di rigore il Cruzeiro, e si è così qualificato per la Coppa Libertadores 2003.

## Formula
Primo turno: le 16 squadre partecipanti vengono divise in 4 gironi da 4 squadre ciascuna. Ogni squadra affronta una volta tutte le altre 3 squadre del proprio girone. Accedono alla fase ad eliminazione diretta le prime 2 classificate di ogni gruppo.
Fase finale: quarti di finale e semifinali, ad eliminazione diretta, si disputano con gare di sola andata, la finale con gare di andata e ritorno. In caso di parità sono previsti i tiri di rigore. Il vincitore del torneo ottiene anche il diritto di partecipare alla Coppa Libertadores 2003.

## Partecipanti
| Squadra          | Città              | Stato             | Motivo qualificazione                   |
| ---------------- | ------------------ | ----------------- | --------------------------------------- |
| Atlético Mineiro | Belo Horizonte     | Minas Gerais      | 3° nella Copa Sul-Minas 2002            |
| Athl. Paranaense | Curitiba           | Paraná            | 2° nella Copa Sul-Minas 2002            |
| Bahia            | Salvador           | Bahia             | Vincitore della Copa do Nordeste 2002   |
| Corinthians      | San Paolo          | San Paolo         | Vincitore del Torneo Rio-San Paolo 2002 |
| Cruzeiro         | Belo Horizonte     | Minas Gerais      | Vincitore della Copa Sul-Minas 2002     |
| Flamengo         | Rio de Janeiro     | Rio de Janeiro    | Vincitore della Copa dos Campeões 2001  |
| Fluminense       | Rio de Janeiro     | Rio de Janeiro    | 5° nel Torneo Rio-San Paolo 2002        |
| Goiás            | Goiânia            | Goiás             | Vincitore della Copa Centro-Oeste 2002  |
| Grêmio           | Porto Alegre       | Rio Grande do Sul | 4° nella Copa Sul-Minas 2002            |
| Náutico          | Recife             | Pernambuco        | 3° nella Copa do Nordeste 2002          |
| Palmeiras        | San Paolo          | San Paolo         | 3° nel Torneo Rio-San Paolo 2002        |
| Paysandu         | Belém              | Pará              | Vincitore della Copa Norte 2002         |
| San Paolo        | San Paolo          | San Paolo         | 2° nel Torneo Rio-San Paolo 2002        |
| São Caetano      | São Caetano do Sul | San Paolo         | 4° nel Torneo Rio-San Paolo 2002        |
| Vasco da Gama    | Rio de Janeiro     | Rio de Janeiro    | 6° nel Torneo Rio-San Paolo 2002        |
| Vitória          | Salvador           | Bahia             | 2° nella Copa do Nordeste 2002          |

## Primo turno

### Gruppo A

#### Risultati
Partite disputate al Mangueirão di Belém.
| 1ª giornata   | 1ª giornata   | 1ª giornata   | 1ª giornata   | 1ª giornata   |
| 3 luglio 2002 | 3 luglio 2002 | 3 luglio 2002 | 3 luglio 2002 | 3 luglio 2002 |
| ------------- | ------------- | ------------- | ------------- | ------------- |
| 19:15         | Fluminense    | -             | Náutico       | 0-0           |
| 21:45         | Corinthians   | -             | Paysandu      | 1-1           |

| 2ª giornata   | 2ª giornata   | 2ª giornata   | 2ª giornata   | 2ª giornata   |
| 7 luglio 2002 | 7 luglio 2002 | 7 luglio 2002 | 7 luglio 2002 | 7 luglio 2002 |
| ------------- | ------------- | ------------- | ------------- | ------------- |
| 16:00         | Náutico       | -             | Corinthians   | 1-0           |
| 18:15         | Paysandu      | -             | Fluminense    | 0-0           |

| 3ª giornata    | 3ª giornata    | 3ª giornata    | 3ª giornata    | 3ª giornata    |
| 14 luglio 2002 | 14 luglio 2002 | 14 luglio 2002 | 14 luglio 2002 | 14 luglio 2002 |
| -------------- | -------------- | -------------- | -------------- | -------------- |
| 16:00          | Corinthians    | -              | Fluminense     | 0-1            |
| 18:15          | Paysandu       | -              | Náutico        | 3-2            |

### Classifica
| Pos. | Squadra     | Pt | G | V | N | P | GF | GS | DR |
| ---- | ----------- | -- | - | - | - | - | -- | -- | -- |
| 1.   | Paysandu    | 5  | 3 | 1 | 2 | 0 | 4  | 3  | +1 |
| 2.   | Fluminense  | 5  | 3 | 1 | 2 | 0 | 1  | 0  | +1 |
| 3.   | Náutico     | 2  | 3 | 0 | 2 | 1 | 3  | 4  | -1 |
| 4.   | Corinthians | 2  | 3 | 0 | 2 | 1 | 2  | 3  | -1 |

### Gruppo B

#### Risultati
Partite disputate al Castelão di Fortaleza.
| 1ª giornata   | 1ª giornata   | 1ª giornata   | 1ª giornata   | 1ª giornata   |
| 3 luglio 2002 | 3 luglio 2002 | 3 luglio 2002 | 3 luglio 2002 | 3 luglio 2002 |
| ------------- | ------------- | ------------- | ------------- | ------------- |
| 19:15         | São Caetano   | -             | Goiás         | 1-2           |
| 21:45         | Flamengo      | -             | Atlético-PR   | 2-0           |

| 2ª giornata       | 2ª giornata       | 2ª giornata       | 2ª giornata       | 2ª giornata       |
| 6 e 7 luglio 2002 | 6 e 7 luglio 2002 | 6 e 7 luglio 2002 | 6 e 7 luglio 2002 | 6 e 7 luglio 2002 |
| ----------------- | ----------------- | ----------------- | ----------------- | ----------------- |
| 6 lug. 16:00      | Atlético-PR       | -                 | São Caetano       | 1-2               |
| 7 lug. 16:00      | Goiás             | -                 | Flamengo          | 0-3               |

| 3ª giornata    | 3ª giornata    | 3ª giornata    | 3ª giornata    | 3ª giornata    |
| 13 luglio 2002 | 13 luglio 2002 | 13 luglio 2002 | 13 luglio 2002 | 13 luglio 2002 |
| -------------- | -------------- | -------------- | -------------- | -------------- |
| 16:00          | Flamengo       | -              | São Caetano    | 1-0            |
| 18:15          | Goiás          | -              | Atlético-PR    | 3-2            |

1. ↑  Partita disputata all'Albertão di Teresina.

### Classifica
| Pos. | Squadra          | Pt | G | V | N | P | GF | GS | DR |
| ---- | ---------------- | -- | - | - | - | - | -- | -- | -- |
| 1.   | Flamengo         | 9  | 3 | 3 | 0 | 0 | 6  | 0  | +6 |
| 2.   | Goiás            | 6  | 3 | 2 | 0 | 1 | 5  | 6  | -1 |
| 3.   | São Caetano      | 3  | 3 | 1 | 0 | 2 | 3  | 4  | -1 |
| 4.   | Athl. Paranaense | 0  | 3 | 0 | 0 | 3 | 3  | 7  | -4 |

### Gruppo C

#### Risultati
Partite disputate al Machadão di Natal.
| 1ª giornata   | 1ª giornata   | 1ª giornata   | 1ª giornata   | 1ª giornata   |
| 3 luglio 2002 | 3 luglio 2002 | 3 luglio 2002 | 3 luglio 2002 | 3 luglio 2002 |
| ------------- | ------------- | ------------- | ------------- | ------------- |
| 19:15         | Vitória       | -             | San Paolo     | 2-0           |
| 21:45         | Cruzeiro      | -             | Grêmio        | 1-1           |

| 2ª giornata       | 2ª giornata       | 2ª giornata       | 2ª giornata       | 2ª giornata       |
| 6 e 7 luglio 2002 | 6 e 7 luglio 2002 | 6 e 7 luglio 2002 | 6 e 7 luglio 2002 | 6 e 7 luglio 2002 |
| ----------------- | ----------------- | ----------------- | ----------------- | ----------------- |
| 6 lug. 16:00      | Grêmio            | -                 | Vitória           | 0-0               |
| 7 lug. 16:00      | San Paolo         | -                 | Cruzeiro          | 1-1               |

| 3ª giornata         | 3ª giornata         | 3ª giornata         | 3ª giornata         | 3ª giornata         |
| 13 e 14 luglio 2002 | 13 e 14 luglio 2002 | 13 e 14 luglio 2002 | 13 e 14 luglio 2002 | 13 e 14 luglio 2002 |
| ------------------- | ------------------- | ------------------- | ------------------- | ------------------- |
| 13 lug. 18:15       | Grêmio              | -                   | San Paolo           | 0-2                 |
| 14 lug. 16:00       | Vitória             | -                   | Cruzeiro            | 0-1                 |

### Classifica
| Pos. | Squadra   | Pt | G | V | N | P | GF | GS | DR |
| ---- | --------- | -- | - | - | - | - | -- | -- | -- |
| 1.   | Cruzeiro  | 5  | 3 | 1 | 2 | 0 | 3  | 2  | +1 |
| 2.   | Vitória   | 4  | 3 | 1 | 1 | 1 | 2  | 1  | +1 |
| 3.   | San Paolo | 4  | 3 | 1 | 1 | 1 | 3  | 3  | 0  |
| 4.   | Grêmio    | 2  | 3 | 0 | 2 | 1 | 1  | 3  | -2 |

### Gruppo D

#### Risultati
Partite disputate all'Albertão di Teresina.
| 1ª giornata   | 1ª giornata   | 1ª giornata   | 1ª giornata   | 1ª giornata   |
| 3 luglio 2002 | 3 luglio 2002 | 3 luglio 2002 | 3 luglio 2002 | 3 luglio 2002 |
| ------------- | ------------- | ------------- | ------------- | ------------- |
| 19:15         | Bahia         | -             | Palmeiras     | 0-4           |
| 21:45         | Atlético-MG   | -             | Vasco da Gama | 3-3           |

| 2ª giornata    | 2ª giornata    | 2ª giornata    | 2ª giornata    | 2ª giornata    |
| 10 luglio 2002 | 10 luglio 2002 | 10 luglio 2002 | 10 luglio 2002 | 10 luglio 2002 |
| -------------- | -------------- | -------------- | -------------- | -------------- |
| 19:15          | Bahia          | -              | Atlético-MG    | 3-1            |
| 21:45          | Palmeiras      | -              | Vasco da Gama  | 1-1            |

| 3ª giornata    | 3ª giornata    | 3ª giornata    | 3ª giornata    | 3ª giornata    |
| 14 luglio 2002 | 14 luglio 2002 | 14 luglio 2002 | 14 luglio 2002 | 14 luglio 2002 |
| -------------- | -------------- | -------------- | -------------- | -------------- |
| 16:00          | Vasco da Gama  | -              | Bahia          | 0-1            |
| 18:15          | Palmeiras      | -              | Atlético-MG    | 2-1            |

1. ↑  Partita disputata al Castelão di Fortaleza.

### Classifica
| Pos. | Squadra          | Pt | G | V | N | P | GF | GS | DR |
| ---- | ---------------- | -- | - | - | - | - | -- | -- | -- |
| 1.   | Palmeiras        | 7  | 3 | 2 | 1 | 0 | 7  | 2  | +5 |
| 2.   | Bahia            | 6  | 3 | 2 | 0 | 1 | 4  | 5  | -1 |
| 3.   | Vasco da Gama    | 2  | 3 | 0 | 2 | 1 | 4  | 5  | -1 |
| 4.   | Atlético Mineiro | 1  | 3 | 0 | 1 | 2 | 5  | 8  | -3 |

## Fase finale
|  | Quarti di finale | Quarti di finale | Quarti di finale |          |           | Semifinali | Semifinali | Semifinali |  |  | Finale | Finale         | Finale    |
|  |                  |                  |                  |          |           |            |            |            |  |  |        |                |           |
|  | A1               | Paysandu         | 2                |          |           |            |            |            |  |  |        |                |           |
|  | D2               | Bahia            | 1                |          |           |            |            |            |  |  |        |                |           |
|  | D2               | Bahia            | 1                |          | A1        | Paysandu   | 3          |            |  |  |        |                |           |
|  |                  |                  |                  |          | A1        | Paysandu   | 3          |            |  |  |        |                |           |
|  |                  | D1               | Palmeiras        | 1        |           |            |            |            |  |  |        |                |           |
|  | D1               | D1               | Palmeiras        | 1        | Palmeiras | 1          |            |            |  |  |        |                |           |
|  | D1               |                  |                  |          | Palmeiras | 1          |            |            |  |  |        |                |           |
|  | A2               | Fluminense       | 0                |          |           |            |            |            |  |  |        |                |           |
|  |                  |                  |                  |          |           |            |            |            |  |  | A1     | Paysandu (dtr) | 1 4 5 (3) |
|  |                  |                  | C1               | Cruzeiro | 2 3 5 (0) |            |            |            |  |  |        |                |           |
|  | C1               | Cruzeiro         | 2                |          |           |            |            |            |  |  |        |                |           |
|  | B2               | Goiás            | 1                |          |           |            |            |            |  |  |        |                |           |
|  | B2               | Goiás            | 1                |          | C1        | Cruzeiro   | 2          |            |  |  |        |                |           |
|  |                  |                  |                  |          | C1        | Cruzeiro   | 2          |            |  |  |        |                |           |
|  |                  | B1               | Flamengo         | 1        |           |            |            |            |  |  |        |                |           |
|  | B1               | B1               | Flamengo         | 1        | Flamengo  | 2          |            |            |  |  |        |                |           |
|  | B1               |                  |                  |          | Flamengo  | 2          |            |            |  |  |        |                |           |
|  | C2               | Vitória          | 1                |          |           |            |            |            |  |  |        |                |           |

### Quarti di finale
| [[Natal]] 17 luglio 2002, ore 20:30                                     | Cruzeiro  | 2 – 1      | Goiás | Machadão |
| \| \| \| \| \| Jussiê 1’ Fábio Júnior 65’ \| Marcatori \| 82’ Araújo \| |           |            |       |          |
|                                                                         |           |            |       |          |
| Jussiê 1’ Fábio Júnior 65’                                              | Marcatori | 82’ Araújo |       |          |

| Fortaleza 17 luglio 2002, ore 21:45                                           | Flamengo  | 2 – 1              | Vitória | Castelão |
| \| \| \| \| \| Liédson 43’ Athirson 88’ \| Marcatori \| 61’ Marcelo Heleno \| |           |                    |         |          |
|                                                                               |           |                    |         |          |
| Liédson 43’ Athirson 88’                                                      | Marcatori | 61’ Marcelo Heleno |         |          |

| Belém 21 luglio 2002, ore 16:00                                    | Paysandu  | 2 – 1      | Bahia | Mangueirão |
| \| \| \| \| \| Jajá 30’ Jóbson 90+3’ \| Marcatori \| 49’ Róbson \| |           |            |       |            |
|                                                                    |           |            |       |            |
| Jajá 30’ Jóbson 90+3’                                              | Marcatori | 49’ Róbson |       |            |

| Arbitro: | Almeida |

|          |           |  |
| Arce 14’ | Marcatori |  |

### Semifinali
| Fortaleza 24 luglio 2002, ore 21:45                                                   | Cruzeiro  | 2 – 1                | Flamengo | Castelão |
| \| \| \| \| \| Joãozinho 72’ Fábio Júnior 77’ \| Marcatori \| 89’ Juninho Paulista \| |           |                      |          |          |
|                                                                                       |           |                      |          |          |
| Joãozinho 72’ Fábio Júnior 77’                                                        | Marcatori | 89’ Juninho Paulista |          |          |

| Arbitro: | Simon |

|                                           |           |          |
| Vandick 48’ Trindade 68’ Albertinho 90+2’ | Marcatori | 12’ Nenê |

### Finale

#### Andata
| Arbitro: | Carvalho |

| |            | |
| Sandro Goiano 32’ | Marcatori  | 14’ Fábio Júnior 63’ Joãozinho |
| · Marcão P · Marcos D · Gino D · Sérgio D · Luís Fernando D · Sandro Goiano C · Rogerinho C · Jóbson C · Trindade C · Vélber C · Jajá A · Clayson C · Vandick A · Albertinho A | Formazioni | · P Jefferson · D Maicon · D Cris · D Luisão · D Leandro · C Ricardinho · C Augusto Recife · C Fernando Miguel · C Vânder · C Jorge Wagner · A Jussiê · A Lucas · A Joãozinho · A Fábio Júnior |
| Givanildo Oliveira | Allenatori | Marco Aurélio |

#### Ritorno
| Arbitro: | Oliveira |

| |                      | |
| Fábio Júnior 9’, 48’ Cris 39’ | Marcatori            | 11’, 22’, 40’ Vandick 57’ Jóbson |
| Ricardinho Vânder Jussiê | Tiri di rigore 0 – 3 | Jóbson Vélber Gino |
| · Jefferson P · Maicon D · Ruy D · Cris D · Luisão D · Leandro D · Augusto Recife C · Ricardinho C · Vânder C · Jorge Wagner C · Jussiê A · Joãozinho A · Fábio Júnior A | Formazioni           | · P Marcão · D Marcos · D Gino · D Sérgio · D Luís Fernando · C Sandro Goiano · C Rogerinho · C Jóbson · C Vélber · A Jajá · C Vanderson · A Vandick · A Albertinho |
| Marco Aurélio | Allenatori           | Givanildo Oliveira |

## Vincitore
| Vincitore della Copa dos Campeões 2002 |
| -------------------------------------- |
| Paysandu 1º titolo                     |

- Paysandu qualificato per la Coppa Libertadores 2003.

## Classifica marcatori
| Gol |  |  | Giocatore      | Squadra          |
| --- |  |  | -------------- | ---------------- |
| 6   |  |  | Fábio Júnior   | Cruzeiro         |
| 5   |  |  | Vandick        | Paysandu         |
| 4   |  |  | Araújo         | Goiás            |
| 4   |  |  | Guilherme      | Atlético Mineiro |
| 3   |  |  | Jóbson         | Paysandu         |
| 2   |  |  | Albertinho     | Paysandu         |
| 2   |  |  | Francisco Arce | Palmeiras        |
| 2   |  |  | Athirson       | Flamengo         |
| 2   |  |  | Joãozinho      | Cruzeiro         |
| 2   |  |  | Kléber Pereira | Athl. Paranaense |
| 2   |  |  | Lopes          | Palmeiras        |
| 2   |  |  | Luís Fabiano   | San Paolo        |
| 2   |  |  | Nenê           | Palmeiras        |
| 2   |  |  | Nonato         | Bahia            |
| 2   |  |  | Ramon          | Vasco da Gama    |
| 2   |  |  | Ricardinho     | Cruzeiro         |
| 2   |  |  | Souza          | Vasco da Gama    |